# Melalap

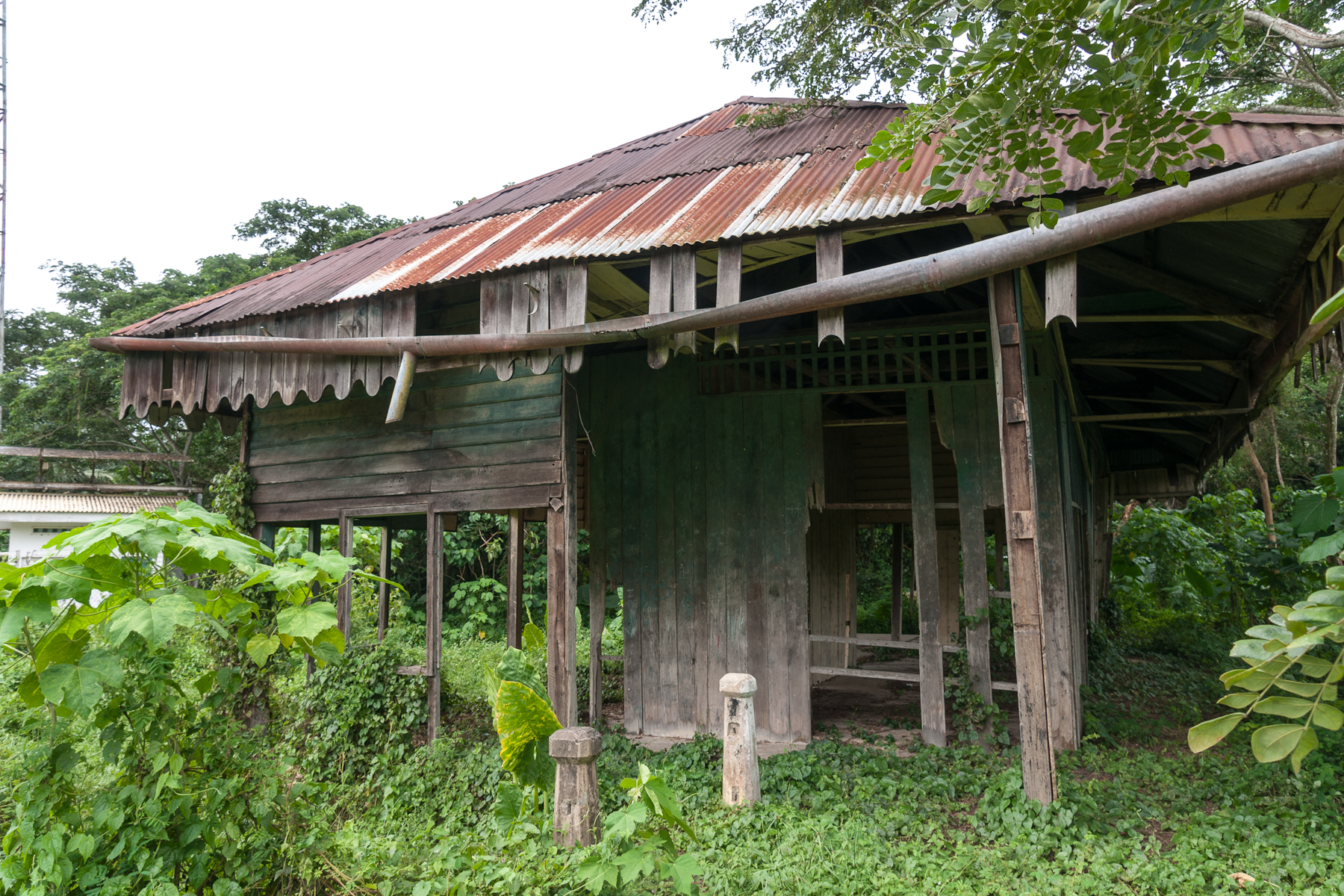
Ehemalige Endhaltestelle der North Borneo Railway

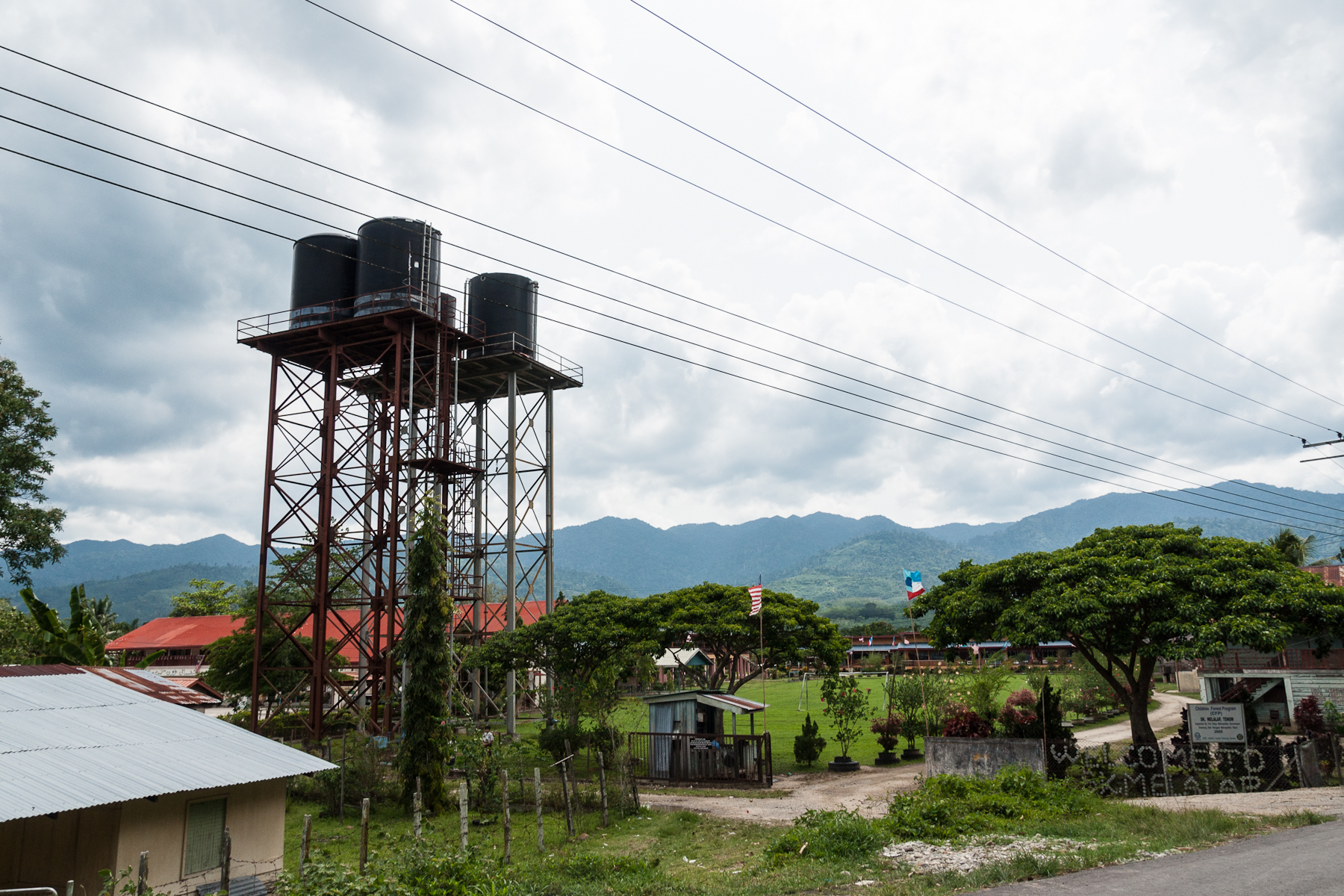
Staatliche Schule in Melalap (Sekolah Kebangsaan)

Melalap ist ein Dorf im malaysischen Bundesstaat Sabah und gehört zum Verwaltungsbezirk Distrikt Tenom in der Interior Division. In der Kolonialzeit war Melalap durch die hier ansässige Naturkautschuk-Plantage Melalap Rubber Estate bekannt.

## Geographie
Melalap liegt am Sungai Melalap, einem rechten Nebenfluss des Sungai Pegalan.

## Geschichte
Durch den zu Beginn des 20. Jahrhunderts in Nordborneo einsetzenden Kautschukboom wurde in Melalap eine große Plantage, die Melalap Rubber Estate eröffnet. Dies geschah unter der Voraussetzung, dass die North Borneo Chartered Company die infrastrukturellen Randbedingungen zum Abtransport des Rohkautschuks bereitstellte. Direkt im Anschluss an die Anbindung Tenoms an die North Borneo Railway erfolgte 1906 unter dem Ingenieur Arthur J. West deshalb die Verlängerung der Schienenstrecke um 16 km nach Melalap.
Die Anpflanzung von Kautschukbäumen im Gebiet von Melalap wurde aufgrund der nachhaltig hohen Gewinnmargen auf Ölpalmen umgestellt.

## Infrastruktur
Das Dorf liegt an der Bundesstraße SA3 von Tenom nach Keningau. Der Streckenabschnitt Melalap-Tenom der Sabah State Railway wurde bereits 1970 aufgegeben.

## Gemeinschaftseinrichtungen
Melalap verfügt über eine Schule, eine Versammlungshalle und eine katholische Kirche.